# Christus Dominus
Christus Dominus (dobesedno slovensko Kristus Gospod) je dokument Rimskokatoliške Cerkve, ki je nastal med drugim vatikanskim koncilom; objavil ga je papež Pavel VI. 28. oktobra 1965. Za dokument je glasovalo 2.319 škofov, proti pa 2.
Dokument govori o pastoralni službi škofov.